# Pseudagrion simile
Pseudagrion simile är en trollsländeart som beskrevs av Schmidt 1951. Pseudagrion simile ingår i släktet Pseudagrion och familjen dammflicksländor. Inga underarter finns listade i Catalogue of Life.